# Шон Маджамдер
Шон Маджамдер (англ. Shaun Majumder) — канадський актор і комік. Він найбільш відомий своєю роллю в телесеріалі Ця година має 22 хвилини, де він знімався з 2003 по 2018 рік. За свою роботу у серіалі він отримав нагороду Gemini Award у 2006 році.

## Біографія
Маджамдер народився і виріс в Берлінгтоні у Ньюфаундленді у Канаді. Його матір Маріан Бартлетт — канадійка європейського походження; батько Мані Маджумдер — бенгальський індус, родом із Західної Бенгалії. Його батьки розлучилися коли йому було сім років.
Його мати померла від серцевого нападу в 2003 році.
Маджамдер розпочав свою кар'єру як диктор ігрового шоу CLIPS на телеканалі YTV, а незабаром став ведучим популярного ранкового дитячого шоу «Промивання мізків» (Brain Wash), де він був відомий як Ед Брейнбін. Він також вів сегменти «Slime Tour» у популярному ігровому шоу Uh Oh!. Згодом він приєднався до телесеріалу Ця година має 22 хвилини (This Hour Has 22 Minutes) у 2003 році, а також був ведучим 15 епізодів спеціального випуску Заради сміху (Just for Laughs) на телебаченні та брав участь у комедійних фестивалях у Монреалі. Він також був зіркою телесеріалу «Седрік-розважальник представляє», який транслювався в Сполучених Штатах на телеканалі Fox, і знявся в документальному фільмі NFB про перспективних канадських коміксах «The Next Big Thing».
Маджамдер також зіграв головну роль у пілотній комедії CBC «Hatching, Matching and Dispatching» і короткометражному фільмі «Plain Brown Rapper», а також грав брата Кумара в комедії 2004 року «Гарольд і Кумар відриваються».
Маджамдер часто грає альтер-его на ім'я Радж Біндер. Біндер — незграбний, нервовий і зазвичай надмірно спітнілий індійський репортер із сильним акцентом. Біндер вперше з'явився в скетчі на YTV під назвою The Bobroom, а також з'явився в Just For Laughs і This Hour Has 22 Minutes. У 2006 році Маджумдер отримав премію Gemini Award за свою роботу у This Hour Has 22 Minutes.
Маджумдер виступив гостем у двох епізодах телесеріалу 24, зігравши Хасана Нумайра. Він також зіграв доктора Фредді Сахгала в короткочасному телесеріалі Unhitched на Fox, який вийшов у березні 2008 року.
У 2010 році Маджумдер зіграв гостьову роль Бенні Натчі в «Республіці Дойла», а з 2010 по 2011 рік грав в американському телесеріалі «Детройт 1-8-7» в ролі детектива Вікрама Махаджана.
Влітку 2011 року Маджумдера взяли на роль Ендрю Палмера, юриста фірми, який подружився з персонажем Джоша Лукаса Мітчем МакДіром, у канадсько-американському спільному виробництві «Фірми». Шоу тривало один сезон.
З 2013 по 2014 рік Маджамдер знімався в документальному телесеріалі Majumder Manor, який задокументував його пошуки розвитку туристичного потенціалу в його мальовничому рідному місті Берлінгтон, Ньюфаундленд. У шоу також були присутні його родина, друзі та спільнота.
У грудні 2016 року Маджамдер знявся в суперечливому сатиричному короткометражному фільмі «This Hour Has 22 Minutes» під назвою «Beige Power», який закликав прихильників переваги білих «прийняти бежевий колір» і визнати, що всі люди «будуть виглядати однаково до 3000 року». Короткометражний фільм отримав неоднозначні відгуки: одні критикували його за расизм, а інші вважали його жартівливим.
У серпні 2018 року Маджамдера не взяли на роботу в наступному сезоні «This Hour Has 22 Minutes» після того, як він надіслав продюсерам листа з пропозиціями щодо майбутнього напрямку шоу. Посилаючись на творчі розбіжності з Маджамдером, виробнича команда вирішила розірвати зв'язки.

## Особисте життя
21 грудня 2012 року Маджамдер одружився з американською актрисою Шелбі Феннер. Мають двох дочок.

## Фільмографія
| Рік        |    | Українська назва               | Оригінальна назва                  | Роль                      |
| ---------- | -- | ------------------------------ | ---------------------------------- | ------------------------- |
| 1997       | с  |                                | Uh Oh!                             | ведучий                   |
| 1997       | с  |                                | Once a Thief                       | принц                     |
| 1998       | ф  |                                | Reluctant Angel                    | клерк                     |
| 1998—1999  | с  |                                | SketchCom                          | різні ролі                |
| 1999       | ф  | Керуючи польотами              | Pushing Tin                        | новий контролер           |
| 1999       | с  |                                | The City                           | Мік                       |
| 2000       | ф  | Жіночий угодник                | The Ladies Man                     | член VSA                  |
| 2000       | с  |                                | The Bobroom                        | різні ролі                |
| 2001       | с  | Мисливці за старовиною         | Relic Hunter                       | Баз                       |
| 2002       | ф  | Мета                           | Purpose                            | Віктор                    |
| 2002       | с  |                                | Royal Canadian Air Farce           | Чіп Келавей               |
| 2002—2003  | с  |                                | Cedric the Entertainer Presents    | різні ролі                |
| 2004       | ф  | Гарольд і Кумар відриваються   | Harold & Kumar Go to White Castle  | Сайкат Пател              |
| 2004       | с  |                                | Snakes & Ladders                   | Daniel Ivory              |
| 2004       | тф |                                | Nevermind Nirvana                  | Раджу Мехта               |
| 2005       | кф |                                | Plain Brown Rapper                 | Сандіп Раппа              |
| 2006       | с  |                                | Hatching, Matching and Dispatching | Сиріл Піппі               |
| 2007       | ф  | Чак і Ларрі: Запальні молодята | I Now Pronounce You Chuck & Larry  | протестувальник під судом |
| 2007       | с  | 24                             | 24                                 | Гасан Нумайр              |
| 2008       | с  |                                | Unhitched                          | Фредді                    |
| 2008       | с  |                                | Robson Arms                        | доктор Джордан Коен       |
| 2008—2009  | с  |                                | Less Than Kind                     | Тіто                      |
| 2009       | ф  |                                | Bob Funk                           | Раймундо                  |
| 2009       | с  |                                | Da Kink in My Hair                 | Санджей                   |
| 2009       | тф |                                | Married Not Dead                   | Джей                      |
| 2010—2011  | с  | Детройт 1-8-7                  | Detroit 187                        | детектив Вікрам Магаджан  |
| 2010—2014  | с  | Республіка Дойла               | Republic of Doyle                  | Венні Натчі               |
| 2011       | тф |                                | Bad Mom                            | Кевін                     |
| 2012       | с  |                                | The Firm                           | Ендрю Палмер              |
| 2013       | с  |                                | Satisfaction                       | Тревор                    |
| 2013— 2017 | с  | Ця година має 22 хвилини       | This Hour Has 22 Minutes           | різні ролі                |
| 2015       | тф |                                | Breed                              | Тедді                     |
| 2017       | тф |                                | A Christmas Fury                   | Сиріл Піппі               |
| 2018       | с  |                                | Addison                            | Макс                      |
| 2021       | с  |                                | Something Undone                   | Коронер                   |
| 2022—2023  | с  | Ззовні                         | From                               | отець Хатрі               |